# Chiesa di San Vitale (Muzzana del Turgnano)
La chiesa di San Vitale è la parrocchiale di Muzzana del Turgnano, in provincia ed arcidiocesi di Udine; fa parte della forania della Bassa Friulana.

## Storia
La chiesa di San Vitale di Muzzana venne costruita dal 1757 al 1768. L'edificio fu ristrutturato ed ampliato dal 1940 al 1944; in seguito a questi lavori, la parrocchiale venne riconsacrata nel 1945.
 La chiesa fu ristrutturata nel 2010.

## Descrizione

### Esterno
La facciata è divisa in due ordini da una cornice marcapiano; il registro inferiore presenta quattro lesene e, sopra il portale, una lunetta con un mosaico raffigurante il Buon Pastore realizzato nel 1954 su progetto di Fred Pittino, quello superiore una lapide recante la scritta:

### Interno
Opere di pregio conservate all'interno della chiesa sono un tabernacolo settecentesco ai lati del quale sono collocate due statue raffiguranti i Santi Gervasio e Protasio, una statua di Sant'Antonio, una pala con soggetto San Girolamo nel deserto, la Via Crucis, opera di Antonio Treleani realizzata tra il 1944 ed il 1945 e l'Organo Nachini del 1750.

## Organo a canne
L'organo a canne è posizionato in cantoria lignea posta in controfacciata, sopra all’ingresso principale.
È la 158ª opera dell’organaro Pietro Nachini. Venne costruito nel 1750 per la chiesa di Santa Maria Maddalena in Udine (demolita nel 1921) e assunse nel 1868 la sua attuale collocazione a Muzzana del Turgnano.
Nel 1954 gli fu applicato un elettroventilatore. Nessun altro intervento significativo risulta essere stato effettuato sullo strumento, che risulta pressoché totalmente autentico in tutte le sue componenti.
Nel 1978, con l’interessamento delle Belle Arti e con il contributo della Regione Friuli Venezia Giulia, l’organo fu restaurato da Franz Zanin, nel rispetto di tutte le caratteristiche strutturali e foniche dello strumento originale.

### Prospetto
Il prospetto è costituito da 23 canne di Stagno, disposte in cuspide unica con ali laterali. Alla base delle canne di prospetto sono disposti i Tromboncini.

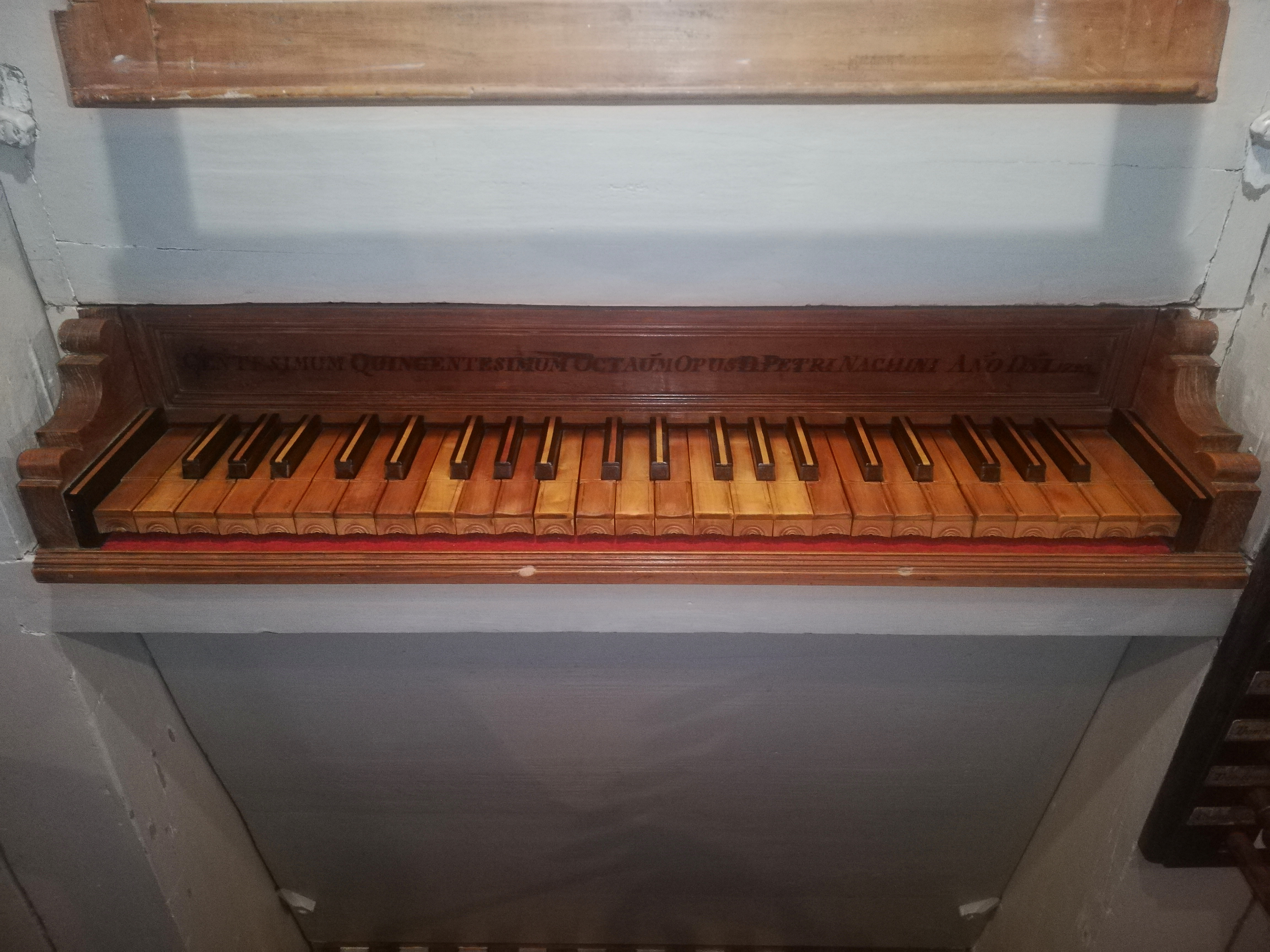
La tastiera

### Tastiera e pedaliera
Lo strumento, a trasmissione integralmente meccanica, ha un'unica tastiera di 45 note (Do1 – Do5) con prima ottava scavezza, ed una pedaliera a leggio di 17 note (Do1 – Sol#2) costantemente unita alla tastiera e con prima ottava scavezza.
I tasti naturali sono realizzati in legno di abete rosso con ricopertura in bosso, e i loro frontalini sono torniti con decorazione a semi chiocciola. I tasti cromatici sono in noce dipinto e presentano una lastrina superiore di ebano.

Sopra alla tastiera è presente la tavoletta di legno originale che reca la scritta:

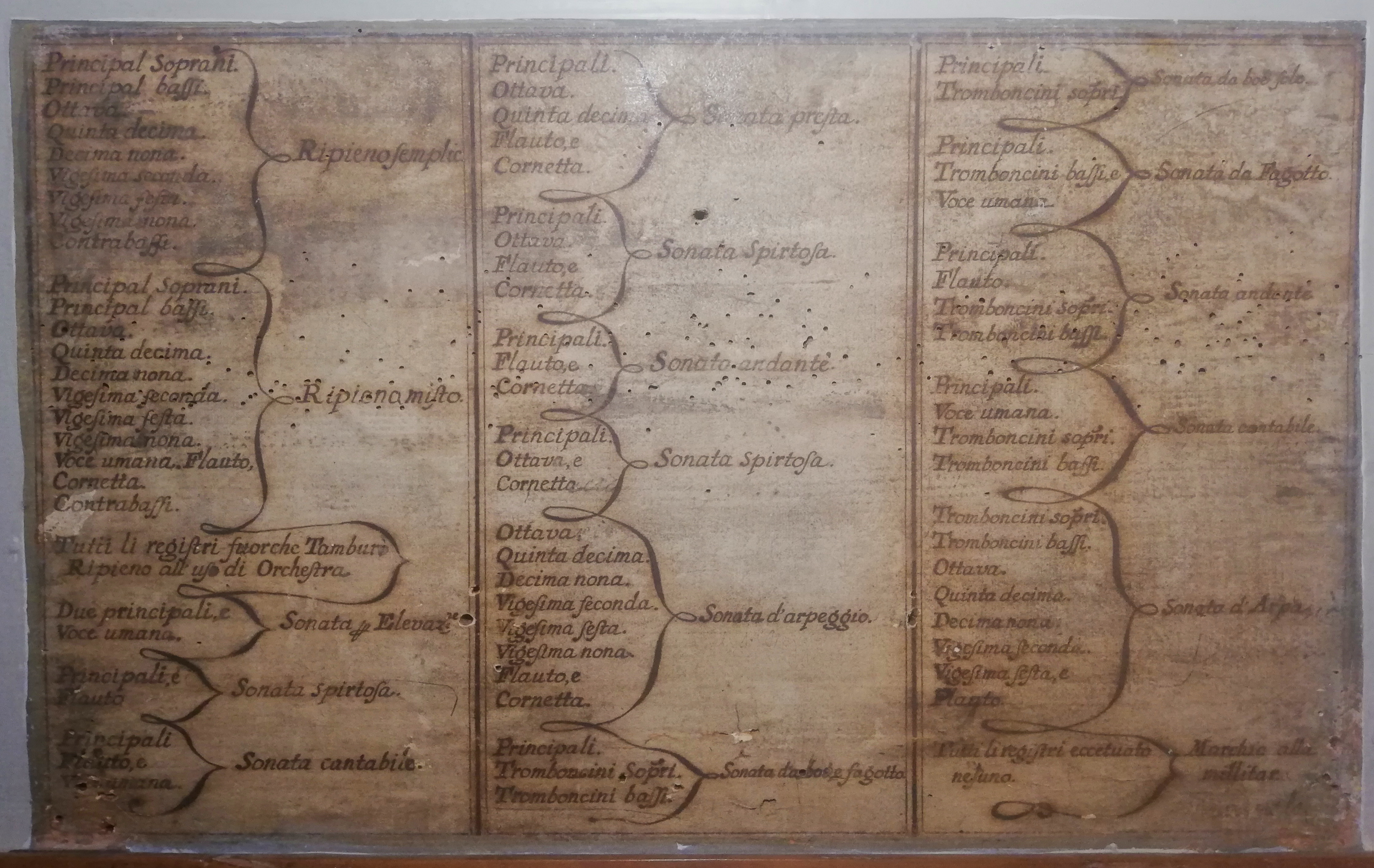
Sopra il leggio è incollata una tabella, originale, che contiene le indicazioni per la combinazione dei registri suggerite dal costruttore

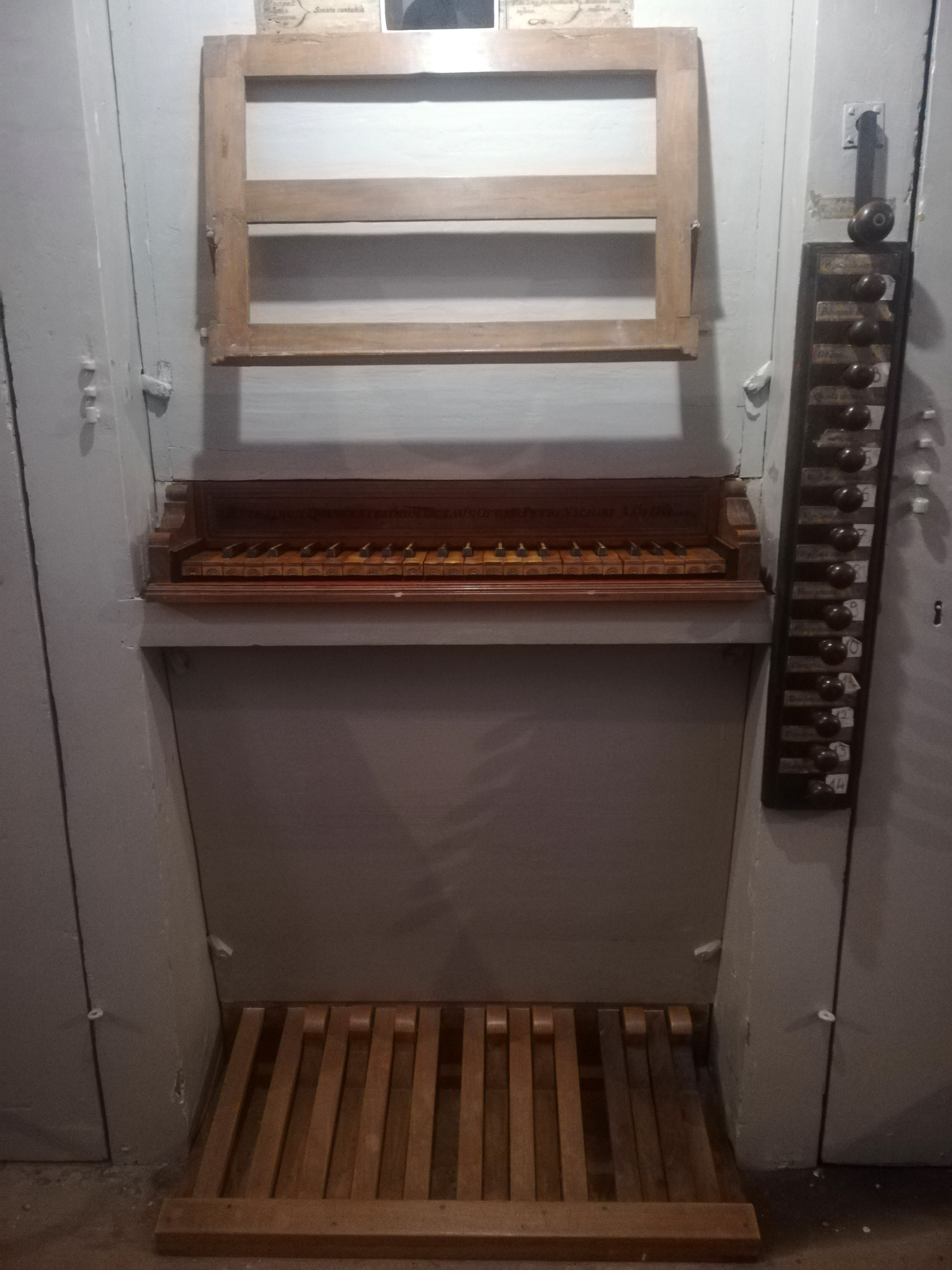
Tastiera, pedaliera e registri

CENTESIMUM QUINGENTESIMUM OCTAUM OPUS D.PETRI NACHINI. ANNO DNI 1750

### Registri
I registri sono in legno, a pomello, disposti sul lato destro. È presente una manovella Tiratutti, che inserisce tutti i registi di ripieno. Il registro di Contrabassi e ottava, al pedale, è ad incastro con ritorno a molla.
La disposizione dei registri è indicata da etichette cartacee, originali, poste accanto ai pomelli.
La divisione Bassi/Soprani è tra i tasti Do#3 e Re3.
| 1  | Principale Soprani (8')    |
| 2  | Principale Bassi           |
| 3  | Ottava                     |
| 4  | Quinta Decima              |
| 5  | Decima Nona                |
| 6  | Vigesima Seconda           |
| 7  | Vigesima Sesta             |
| 8  | Vigesima Nona              |
| 9  | Voce Umana                 |
| 10 | Flauto in duodecima        |
| 11 | Cornetta                   |
| 12 | Tromboncini Soprani        |
| 13 | Tromboncini Bassi          |
| 14 | Contrabassi (16') e Ottava |

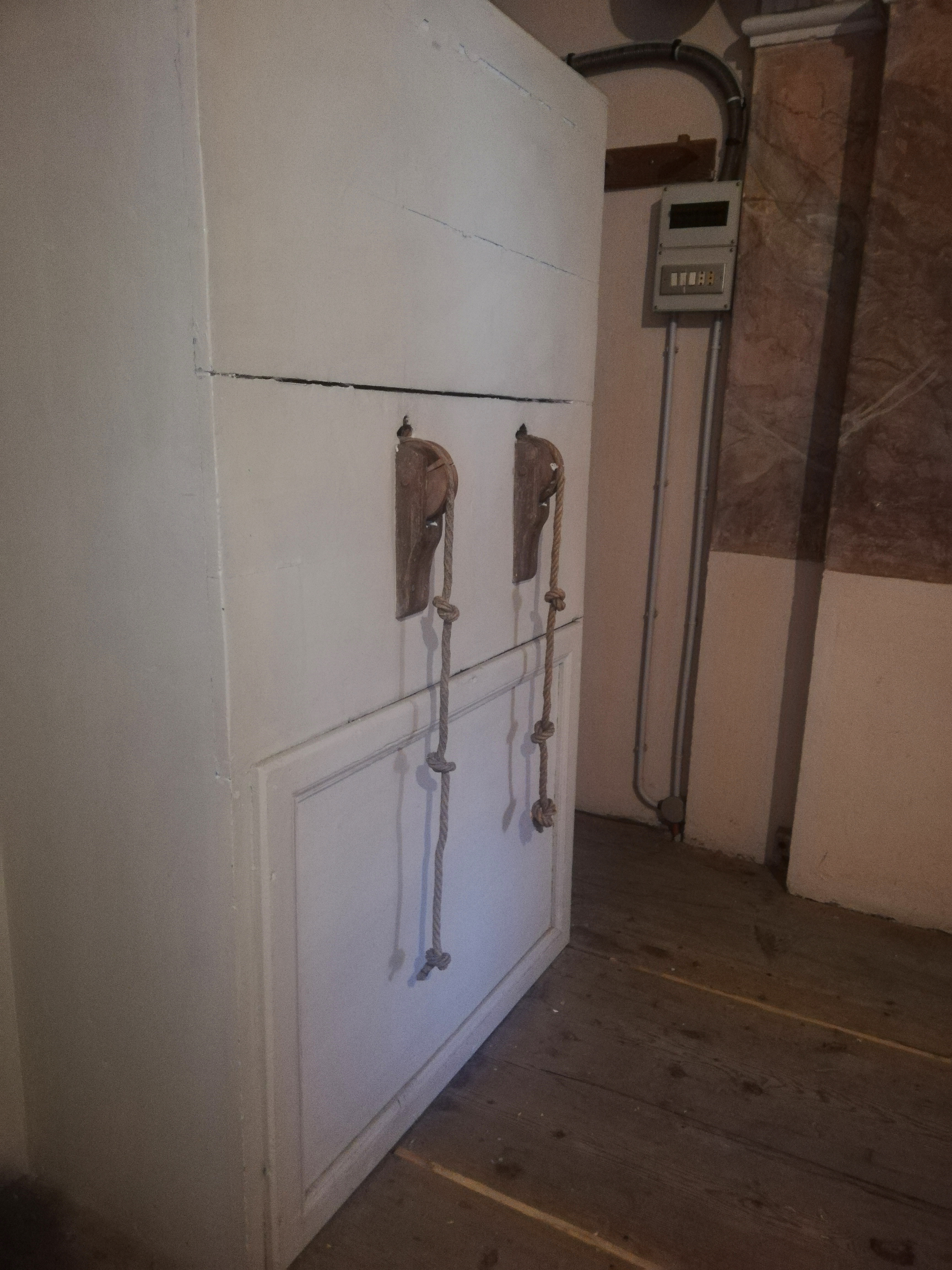
L'originale meccanismo di alimentazione dei mantici

Il meccanismo originale di alimentazione dei mantici, a corde, è ancora funzionante.